# ساسیا
ساسیا (نام علمی: Sasia) نام یک سرده از تیره دارکوب است.

## گونه‌ها
- دارشکنک آفریقایی (Sasia africana)
- پیکولت خرمایی (Sasia abnormis)
- پیکولت ابرو سفید (Sasia ochracea)